# Terry Dolan
Terry Dolan, né le 5 août 1943 ou en 1944 dans la ville de New York et mort le 15 janvier 2012 à Novato, en Californie, est un chanteur, compositeur et guitariste de rock américain. Dolan reste actif localement jusqu'à sa mort en 2012.

## Biographie

### Débuts
Dolan fait la rencontre du guitariste Greg Douglass, de Country Weather, à la fin des années 1960. Le duo s'associe et collabore jusqu'à la mort de Dolan. En 1970, Dolan convainc le pianiste Nicky Hopkins de produire deux démos. Avec Dan Healy comme ingénieur-son, John Cipollina de Quicksilver Messenger Service' à la guitare, Hopkins au piano, et d'autres musiciens, Dolan enregistre Inlaws and Outlaws et Angie, ce dernier qui sera dédié à son épouse, Angie Tuscana Dolan. La voix et les arrangements, tout en étant très datés du folk rock des années 1970, sont très mélodieux et originaux. Son morceau le plus connu est Inlaws and Outlaws qui passera sur les radios de l'époque,, et attirera l'intérêt national aux États-Unis.
Grâce à ces morceaux, Dolan parvient à signer avec la major Warner Music Group et recrute Hopkins pour produire son premier album. L'album est mixé par Pete Sears, qui recrutera notamment Neal Schon dans son équipe, et l'aide des Pointer Sisters et du pianiste Nicky Hopkins. Il est terminé en 1972. Malgré une couverture pressée et une liste de morceaux établie (une campagne publicitaire étant déjà mise en place), Warner se rétracte, décide de ne pas publier l'album, et renvoie Dolan sans explication.
Les bandes de son seul album sont restées 44 années chez Warner Music Group dans un tiroir sans être pressées. Nicky Hopkins, aidé de Pete Sears en assure la production et les arrangements. Nicky Hopkins ayant été embauché par les Rolling Stones, il commence les arrangements mais n'est pas en mesure de les finir. Les bandes sont remasterisées par Dan Hersch, et le label High Moon Records en tire le 25 novembre 2016 le disque Terry Dolan, sorti donc à titre posthume.

### Terry and the Pirates
Dolan refait surface en juin 1973 avec Douglass, Cipollina, et d'autres musiciens de la Baie de San Francisco, sous le nom de groupe Terry and the Pirates,. Durant sa carrière, Dolan en était le leader. Le groupe comprenait une palette de musiciens dont Nicky Hopkins (Rolling Stones), Pete Sears (Rod Stewart), John Cipollina (Quicksilver Messenger Service), Greg Douglass et Lonnie Turner (Steve Miller Band), Neal Schon (Santana, Journey), Pointer Sisters, Prairie Prince (The Tubes), et Spencer Dryden (Jefferson Airplane). Ils publient quelques albums dans de petits labels européens indépendants, mais ne trouve le succès que dans leur ville natale. Le collectif reste actif jusqu'au décès de Cipollina en 1989. 
Dolan reste actif localement jusqu'à sa mort, des suites d'un arrêt cardiaque, en 2012. 